# Kraiger See
Der Kraiger See, ehemals auch Seebichler See ist ein kleiner See bei Kraig (Gemeinde Frauenstein) in Mittelkärnten. Der eingezäunte See mit großteils unverbautem Ufer erreicht im Sommer Temperaturen bis zu 25 °C. Er ist glazialen Ursprungs. Um der starken Eutrophierung entgegenzuwirken, wurde an diesem See 1974 die erste künstliche Tiefenwasserableitung Kärntens gelegt.
Der See liegt im 532 Hektar große Landschaftsschutzgebiet „Kraiger Schlösser“.
Urlauber aus Wien haben im See einige Jahre zuvor einen alten truhenförmigen Gegenstand gefunden und 2024 gehoben und geborgen. Das Relikt aus dem 2. Weltkrieg wurde als Korpus eines Infanteriekarrens der deutschen Wehrmacht identifiziert.
Der Fischereibetrieb am See wurde vor einigen Jahren eingestellt. Das Strandbad und die Hotel-Pension Kraigersee wurde bis etwa 2009 von den Eignern, Familie Andreas Ruhdorfer betrieben. Damit auf Bürgerwunsch das Bad weiter in Betrieb bleibt, hat die Gemeinde ab 2020 (bis 2029) das Strandbad samt Buffett gepachtet.
Das Strandbad ist (Stand 2024) von Mitte Mai bis Mitte September von 9 bis 19 Uhr, ab 17 Uhr bei freiem Eintritt, geöffnet..

## Fauna
Im Kraiger See wurden folgende Fischarten nachgewiesen:
- Brachse (Abramis brama) (gilt als Hauptfisch)
- Hecht (Esox lucius)
- Blaubarsch (Perca fluviatilis)
- Wels (Silurus glanis)
- Aitel (Leuciscus cephalus)
- Karpfen (Cyprinus carpio)
- Rotauge (Rutilus rutilus)
- Rotfeder (Scardinius erythrophthalmus)
- Schleie (Tinca tinca)
- Zander (Sander lucioperca)
- Edelkrebs (Astacus astacus)